# Henriette Hansen
Henriette Engel Hansen (Hillerød, 15 de abril de 1982) es una deportista danesa que compitió en piragüismo en la modalidad de aguas tranquilas.
Ganó una medalla de oro en el Campeonato Mundial de Piragüismo de 2014 y dos medallas en el Campeonato Europeo de Piragüismo, plata en 2013 y bronce en 2009, ambas en la prueba de K1 1000 m.
En la modalidad de maratón obtuvo cuatro medallas de oro en el Campeonato Mundial entre los años 2007 y 2013.

## Palmarés internacional

### Piragüismo en aguas tranquilas
| Campeonato Mundial | Campeonato Mundial          | Campeonato Mundial | Campeonato Mundial |
| Año                | Lugar                       | Medalla            | Competición        |
| ------------------ | --------------------------- | ------------------ | ------------------ |
| 2014               | Moscú (Rusia)               | Medalla de oro     | K2 1000 m          |
| Campeonato Europeo |                             |                    |                    |
| Año                | Lugar                       | Medalla            | Competición        |
| 2009               | Brandeburgo (Alemania)      | Medalla de bronce  | K1 1000 m          |
| 2013               | Montemor-o-Velho (Portugal) | Medalla de plata   | K1 1000 m          |

### Piragüismo en maratón
| Campeonato Mundial | Campeonato Mundial            | Campeonato Mundial | Campeonato Mundial |
| Año                | Lugar                         | Medalla            | Competición        |
| ------------------ | ----------------------------- | ------------------ | ------------------ |
| 2007               | Győr (Hungría)                | Medalla de oro     | K2                 |
| 2008               | Týn nad Vltavou ( Rep. Checa) | Medalla de oro     | K2                 |
| 2009               | Vila Nova de Gaia (Portugal)  | Medalla de oro     | K2                 |
| 2013               | Copenhague (Dinamarca)        | Medalla de oro     | K2                 |